# Purple Rain (Lied)
Purple Rain ist ein Rocksong des US-amerikanischen Musikers Prince, den er geschrieben, arrangiert, produziert und gesungen hat. Er nahm die Ballade mit seiner damaligen Begleitband The Revolution auf. Sie wurde im September 1984 als dritte Single seines gleichnamigen Albums ausgekoppelt.
Der Song war Prince’ erster Top-10-Single-Hit in Deutschland, Österreich und der Schweiz und zählt zu seinen kommerziell erfolgreichsten Stücken. Der spirituell angehauchte Liedtext handelt von Erleuchtung und nimmt Bezug auf die Handlung des gleichnamigen Films, in dem der Song ebenfalls zu hören ist.

## Entstehung
Eine erste Version von Purple Rain nahm Prince im Sommer 1983 in einer Lagerhalle namens The Warehouse in St. Louis Park in der Metropolregion Minneapolis–Saint Paul auf. Am 3. August 1983 spielte er mit The Revolution den damals noch unveröffentlichten Song im Rahmen eines 70-minütigen Benefiz-Konzerts für das Minnesota Dance Theatre im Musikklub First Avenue in Minneapolis zum ersten Mal live.
Vom 15. August bis zum 28. September 1983 arbeitete Prince mit der Toningenieurin Peggy McCreary im Tonstudio Sunset Sound in Los Angeles in Kalifornien, wo er dem Stück am ersten Tag Overdubs hinzufügte. Am 18. August fügte er abermals Overdubs sowie Saiteninstrumente hinzu. Weitere Arbeiten führte Prince vom 13. September bis zum 15. September durch. Am 5. Oktober 1983 überarbeitete er den Song erneut im Sunset Sound und stellte Purple Rain fertig.

## Musik und Text
Purple Rain ist eine hymnische Rockballade, die Prince allmählich zu einem „emotionalen Fieberpegel“ aufbaut, während sein Gesang immer leidenschaftlicher wird, bevor er ein Gitarrensolo anstimmt, das sich in der Tonlage der Gitarre weit nach oben bewegt. Der Song verschmilzt zu einem elegischen Singalong-Thema, das immer und immer wieder wiederholt wird und schließlich in eine instrumentale Coda mit Streichern mündet.
Den spirituell angehauchten Liedtext singt Prince aus der Perspektive von The Kid, der von ihm selbst verkörperte Hauptdarsteller aus dem Film Purple Rain. Im Liedtext nimmt The Kid die Rolle eines wohlwollenden Führers an, der seine Geliebte zur Erleuchtung führt, die ihr nach der Taufe im „Purple Rain“ zuteilwird. Regen ist ein Symbol für das Ausströmen von Reinheit und Wahrheit aus den höheren Ebenen, während die violette Farbe traditionell für Weisheit steht. 
Wenn man Lila als die Vereinigung der Farben Rot (weiblich) und Blau (männlich) betrachtet, könnte man Lila auch als die Farbe der Androgynie verstehen, als Symbol für einen transzendenten Geisteszustand, den zwei Liebende erreichen können, indem sie durch die Kraft ihrer Liebe eins werden. Die Vereinigung der beiden Seelen ermöglicht ihnen, die Dualität des Alltags zu überwinden und mit Gott eins zu werden. Im „lila Regen“ zu baden, wie Prince im Liedtext singt, bedeutet, sich von dieser Erkenntnis durchfluten zu lassen.

## Veröffentlichung

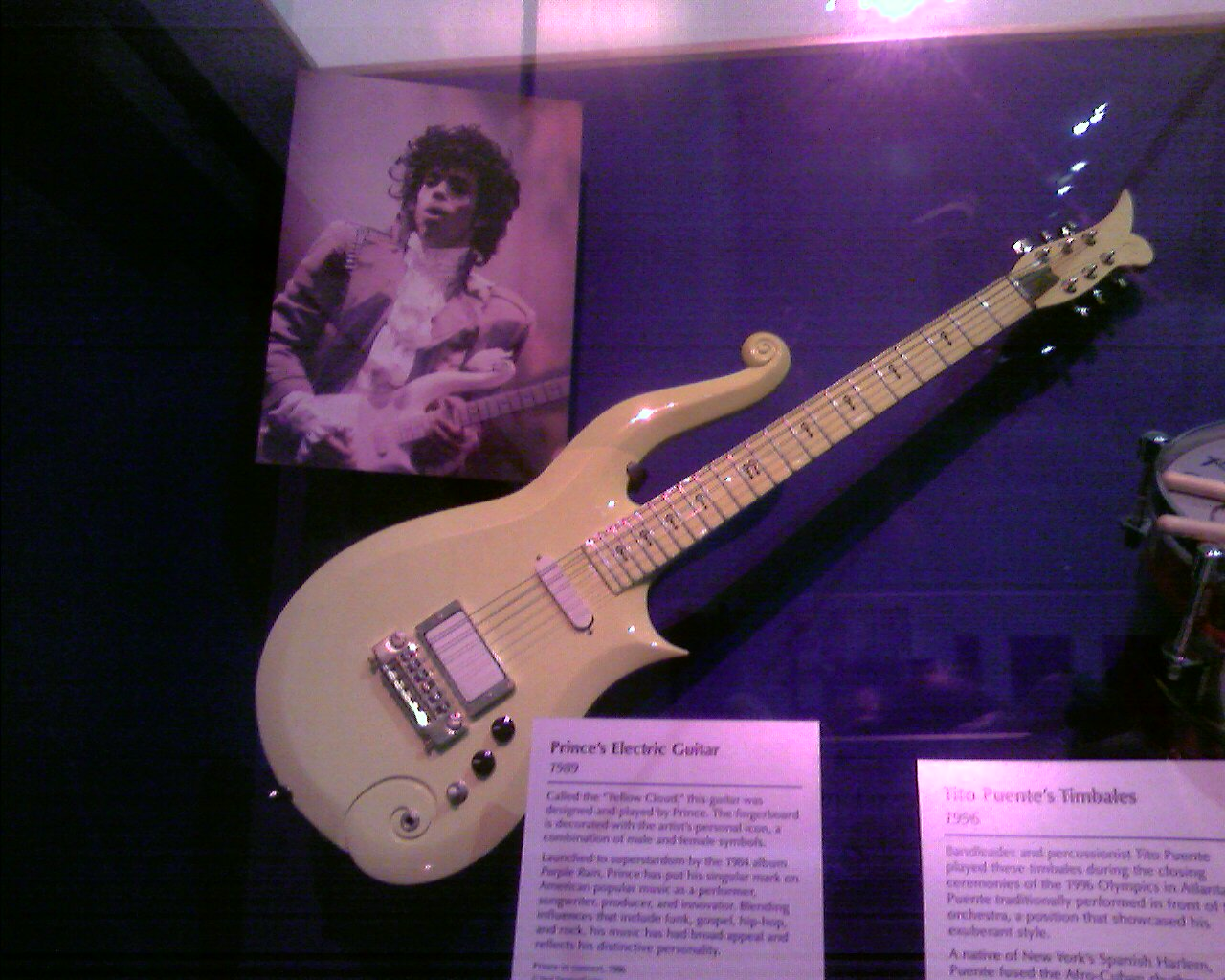
Prince im Jahr 1984 mit seiner „Cloud“-Gitarre in einer Ausstellung der Smithsonian Institution

Der Song erschien erstmals am 25. Juni 1984 in einer Länge von 8:40 Minuten auf Prince’ sechsten Studioalbum Purple Rain. Am 10. September 1984 wurde der Track in Großbritannien (USA: 26. September 1984) als dritte Single von dem Album ausgekoppelt; Purple Rain erschien in einer gekürzten Single-Edit-Version mit einer Länge von 4:05 Minuten. Die B-Seite mit dem Stück God war zuvor unveröffentlicht. Das Musikvideo wurde aus dem gleichnamigen Film entnommen und zeigt, wie Prince den Song auf der Bühne im Musikklub First Avenue vorträgt. Am 29. Juli 1985 wurde Purple Rain als Liveversion auf der VHS Prince and the Revolution: Live veröffentlicht, die von dem Purple-Rain-Konzert am 30. März 1985 im Carrier Dome in Syracuse in New York stammt.
Purple Rain ist auch auf den Prince-Kompilationen The Hits/The B-Sides (1993), The Very Best of Prince (2001) und Ultimate (2006) zu finden. Postum wurde der Song von The Prince Estate („Der Prince-Nachlass“) auf der Kompilation 4Ever (2016) sowie auf der Neuauflage Purple Rain Deluxe (2017) platziert. Außerdem ist Purple Rain auf dem Album Piano & A Microphone 1983 (2018) in einer 90-sekündigen Akustikversion zu hören, die Prince im Oktober 1983 aufgenommen hatte und nur auf dem Klavier spielt; diese Version unterscheidet sich aber gravierend von der Albumversion aus dem Jahr 1984.
Anlässlich einer Wahlkampfveranstaltung im Oktober 2019 ließ der damalige Präsident der Vereinigten Staaten, Donald Trump, das Stück Purple Rain spielen, was er ebenfalls im Vorjahr hatte tun lassen. Bereits damals hatte The Prince Estate dieses schriftlich verbieten lassen und teilte in einer erneuten Stellungnahme mit, man werde Präsident Trump niemals die Erlaubnis erteilen, die Songs von Prince zu verwenden.

## Rezeption

### ASCAPAwards
- 1986: Am meisten aufgeführte Songs vom 1. Oktober 1984 – 30. September 1985 (ASCAP Pop Music Awards: Most performed Songs from 1 October ’84 to 30 September ’85)[12]

### Grammy Awards 1985
- 1985: Beste Darbietung eines Duos oder einer Gruppe mit Gesang – Rock (Grammy Award for Best Rock Performance by a Duo or Group with Vocal)[13]

### Songs of the CenturyRIAAvonRecording Industry Association of America
- 2001: 365 beste Songs des 20. Jahrhunderts: Platz 147

### Rolling Stone(US-Ausgabe)
- 2008: 100 beste Gitarrensongs aller Zeiten: Platz 19[14]
- 2021: 500 beste Songs aller Zeiten: Platz 18[15]

## Kommerzieller Erfolg

### Chartplatzierungen
Purple Rain erreichte im November 1984 Platz eins in Belgien und in den Niederlanden. Postum erzielte der Song im April 2016 auch Platz eins in Frankreich.
| ChartsChartplatzierungen       | Höchstplatzierung | Wochen |
| ------------------------------ | ----------------- | ------ |
| Deutschland (GfK)              | 5 (17 Wo.)        | 17     |
| Österreich (Ö3)                | 4 (14 Wo.)        | 14     |
| Schweiz (IFPI)                 | 5 (16 Wo.)        | 16     |
| Vereinigte Staaten (Billboard) | 2 (18 Wo.)        | 18     |
| Vereinigtes Königreich (OCC)   | 8 (19 Wo.)        | 19     |

### Auszeichnungen für Musikverkäufe
| Land/Region                  | Auszeichnungen für Musikverkäufe (Land/Region, Auszeichnung, Verkäufe) | Verkäufe  |
| ---------------------------- | ---------------------------------------------------------------------- | --------- |
| Dänemark (IFPI)              | Platin                                                                 | 90.000    |
| Italien (FIMI)               | Platin                                                                 | 100.000   |
| Neuseeland (RMNZ)            | 3× Platin                                                              | 90.000    |
| Spanien (Promusicae)         | Gold                                                                   | 30.000    |
| Vereinigte Staaten (RIAA)    | Gold                                                                   | 1.000.000 |
| Vereinigtes Königreich (BPI) | 2× Platin                                                              | 1.200.000 |
| Insgesamt                    | 2× Gold · 7× Platin ·                                                  | 2.480.000 |

Hauptartikel: Prince/Auszeichnungen für Musikverkäufe

## Coverversionen (Auswahl)
Diverse Musiker aus den unterschiedlichsten Genres veröffentlichten Coverversionen von Purple Rain auf Tonträger; beispielsweise existieren Versionen von:
- 1985: London Symphony Orchestra
- 1986: Chris Hunter
- 1987: Rumble on the Beach
- 1990: The Flying Pickets
- 1992: Kenwood Dennard
- 1992: The Hollies
- 1994: OKra All-Stars
- 1994: Royal Philharmonic Orchestra
- 1995: Jeff Scott Soto
- 1995: Randy Crawford
- 1995: Teddybears
- 1998: LeAnn Rimes
- 1998: Lucky Peterson
- 1998: Stina Nordenstam
- 1998: The Ukrainians
- 1998: The Waterboys
- 2001: Neil Zaza
- 2001: Solomon Burke
- 2002: Billy Paul
- 2002: Phish
- 2003: Bob Belden mit Holly Cole
- 2004: Alkbottle
- 2006: Etta James
- 2009: Elkie Brooks
- 2009: Stan Walker (11. Februar 2021: NZ: Gold (15.000+))
- 2010: Aynsley Lister
- 2012: David Helbock
- 2016: Dwight Yoakam
- 2016: Jordan Rudess
- 2017: David Garrett
- 2017: London Grammar
- 2018: Helmut Lotti
- 2019: Scott Bradlee’s Postmodern Jukebox feat. Miche Braden
- 2021: Joachim Kühn
- 2023: Dolly Parton
- 2023: Severino Seeger